# Grubišno Polje
Grubišno Polje es un municipio de Croacia en el condado de Bjelovar-Bilogora.

## Geografía
Se encuentra a una altitud de 164 m s. n. m. a 125 km de la capital nacional, Zagreb.

## Demografía
En el censo 2021 el total de población del municipio fue de 5.389 habitantes, distribuidos en las siguientes localidades:
- Dapčevački Brđani - 40
- Dijakovac  - 20
- Donja Rašenica - 129
- Gornja Rašenica - 66
- Grbavac - 143
- Grubišno Polje - 2.615
- Ivanovo Selo - 213
- Lončarica - 63
- Mala Barna - 27
- Mala Dapčevica - 5
- Mala Jasenovača - 2
- Mala Peratovica - 49
- Mali Zdenci -  350
- Munije - 26
- Orlovac Zdenački - 253
- Poljani -  211
- Rastovac - 27
- Treglava - 87
- Turčević Polje - 14
- Velika Barna - 240
- Velika Dapčevica - 30
- Velika Jasenovača - 35
- Velika Peratovica - 17
- Veliki Zdenci - 727

| Gráfica de población de Grubišno Polje 1857-2021                    |
|                                                                     |
| Según los censos de población de la oficina estadística de Croacia. |

## Historia

### Prehistoria
Existen rastros de cementerios en Bilogora provenientes de la Edad de Piedra temprana. Hallazgos como cuchillas, palas, hachas de piedra, pesas de distintos tamaños se guardan en la colección de la Escuela Primaria Ivan Nepomuk Jemeršić en Grubišno Polje, provenientes de Velika Jasenovača y Treglava.
De la Edad del Cobre (1900-1900 BC), el único asentamiento neolítico es el de Kreševine en Velika Barna. Hay rastros de la cultura Vučedol en los restos de cerámicas. 

### Historia hasta la Primera Guerra Mundial[7]
En el área de Grubišno Polje, existen fuertes de tribus Illirias. De los tiempos romanos, la zona perteneció a la Pannonia Savia cuando la ruta secundaria Virovitica - Rašenica - Veliki Zdenci - Banova Jaruga fue construida. Testigo de un asentamiento romano o de un campamento militar fortificado fue un ladrillo romano en Veliki Zdenci y monedas romanas encontradas en Gornja Rašenica.
Alrededor del año 750 llegan los croatas al lugar. Desde el año 799, esta área es parte del Imperio de Franconia, desde donde los croatas aceptan el cristianismo. Entre 1091 Ladislav y Almoš gobiernan esta área y desde 1102 los húngaros se convirtieron en legítimos reyes croatas. 
Las primeras huellas de los topónimos son: 1272. Ciudad de Zdencz / Izdench; 1457. Mercado Grubisinez.
La amenaza de los turcos fue evidente a partir del siglo XV. En la segunda mitad de ese siglo XV Grubišno fue gobernado por el Ban croata Ladislav Egervarski, quien el 28 de enero de 1478 se unió al Parlamento croata en Zdenek obligándose a defender estos territorios de los turcos. 
En Zdenci existió una fortaleza turca desde 1539. En 1552 éstos vencieron en Virovitica, cayendo luego las fortificaciones de Zdenci, Grđevac y Čazma. Grubišno Polje se encontró geográficamente dentro de la sandžak Cerničký. Dad que Grubišno Polje no tenía instalaciones militares turcas, pasa a la intrascendencia hasta que los turcos perdieron Virovitica en 1684, que fue el comienzo de la paz en estas regiones. La liberación de Požega el 12 de marzo de 1689 dio la paz completa a toda la Eslavonia Occidental.
Posteriormente se convierte en un área bajo dominio de los Habsburgos bajo la estructura de la Vojna Krajina (Frontera Militar). María Teresa creó en 1745 dos regímenes militares: Križevci cuyas unidades controlan el área al oest-e de la ruta Daruvar - Bjelovar con sede en Hercegovac y Đurđevac en el noroeste de la misma ruta. Una compañía se establece en Grubišno. Para las necesidades de los guardias de fronteras, se abrió una escuela en 1786. La frontera militar fue abolida en 1871
Desde 1825, el asentamiento de la República Checa comenzó en Ivanovo Selo y Velika Zdenci.
En la segunda mitad del siglo XIX comenzó un período de prosperidad en Grubišno Polje. Se urbaniza la localidad adquiriendo gradualmente la apariencia de la actual ciudad. Se convierte en un centro político y administrativo (distrito) con un repentino progreso cultural, social y económico. En 1875 se abrió el Tribunal de Distrito y, a partir de 1878, continuó la inmigración masiva de los pueblos checo, húngaro y alemán, después de lo cual se expresó una fuerte húngara de la población local. En 1876 se abrió la oficina de correos en Grubišno Polje. El edificio de los Distritos Reales fue construido en 1897, y en ese mismo año se tocaron los cimientos de la economía actual: se abrió un pequeño molino de vapor en Velika Zdenci. El maestro Vjekoslav Klemen emitió una "Gaceta del maestro" en 1899 y fundó la "Sociedad ilírica del maestro"
Desde 1909, comenzó una nueva ola de inmigración húngara cuando se abrió la Escuela Juliana (húngara). El ferrocarril Pavlovac - Dražica - Grubišno Polje se inauguró el 11 de junio de 1913. El industrial Ladislav Novak trajo su primer automóvil Ford y una radio. 

### Primera Guerra Mundial[8]
La Primera Guerra Mundial tuvo muchas consecuencias en la ciudad y municipalidad. Luego del asesinato del Príncipe Heredero del Imperio Austrohúngaro el 28 de junio de 1914 y de la declaración de guerra a Serbia el 28 del mes siguiente, se decretó la movilización general del 16.º Regimiento Real Baron de Giesla de Bjelovar perteneciente a la Brigada 72 de la 36 División del XIII Cuerpo (Zagreb). De ese regimiento dependía el cuarto Batallón de Grubišno Polje.
Al inicio de la guerra, el regimiento, combatió en el frente serbio participando en la Batalla de Cer como parte del Vto Ejército. A inicios de 1915 fue transferido a Bukovina como parte del VII Ejército pero pronto pasó a pelear en Galizia y al final de la guerra en el frente italiano. Entre el 4 y el 5 de junio de 1916, en Galizia Occidental y Bukovina, el regimiento perdió 600 hombres en una hora y media. Eso consternó a Grubišno, que erigió un monumento en honor a los caídos.
A retaguardia, en Grubišno, la situación era muy dura. Las mujeres, niños y ancianos debieron reemplazar a los ausentes en el campo y otras labores para producir los abastecimientos requeridos para el ejército. Los costos de los alimentos aumentaron mientras que el salario bajó. La campana de la iglesia parroquial junto con las de  Ivanovo Selo, Grbavac, Jasenovac, Dapčević, Djakovec y Veliki Barna fue removida para darle fines militares. La zona recibió muchos niños de Bosnia para rescatarlos del hambre ya que el campo era más generoso en provisión de alimentos. En la zona del condado Bjelovarsko- Križevci hubo 2.763 hogares de recepción de los cuales unos 400 estaban en el distrito de Grubišno Polje. Simultáneamente, en la ciudad se recibieron unos 600 checos de Viena por el mismo motivo. 
En el último año de la guerra aparecieron los "Cuadros Verdes" (Zeleni kadar), desertores del Ejército Austrohúngaro. Estos, en un importante número, se alojaban en los bosques ejerciendo el pillaje, robo, violencia y saqueo para obtener sus necesidades. Los lugares de mayor peligro eran los distritos de Grubišno Polje, Garešnica, Bjelovar y Čazma. Dicha práctica continuó a principios de 1919. En ese año, las localidades Garešnica y Grubišno Polje fueron afectados por estas bandas en forma de robos que saquearon a campesinos y comerciantes ricos. A mediados de julio de 1919, alrededor de 18 integrantes fueron arrestados. Hacia fin de año el caos había finalizado.
Para el fin de 1918, aparece en el distrito la influenza. En Grubišno Polje, un total de 142 personas murieron.  Comparado con Garešnica (204 muertos) y Bjelovar (105 muertos), el número fue muy grande en relación con la población existente.

### Segunda Guerra Mundial
De acuerdo al censo de 1931, último antes de la Segunda Guerra Mundial, su población era de 2.262 personas mientras que la totalidad del distrito era de 24.179, siendo la mayoría étnica la nacionalidad serbia. Durante la Guerra fue sede de violencia interétnica y de intensa actividad de los partisanos yugoslavosen las afueras.
Hasta agosto de 1944 se mantuvo leal a las autoridades del Estado Independiente de Croacia (NDH) cuando fue ocupado por tropas partisanas. El 15 de enero de 1945, la localidad es recuperada por tropas del alemanas y croatas en el marco de una ofensiva general. Cae definitivamente en manos partisanas / Yugoslavas el 30 de abril de 1945.
Luego de la Guerra, en la Yugoslavia socialista, el portador del desarrollo económico, después de la nacionalización, fue "Zdenka" una fábrica de producción y procesamiento de queso. Mucho más tarde, se abrirán las fábricas de muebles "Česma", "Builder" y "Technician". Una nueva escuela primaria fue construida en 1957. En 1964 lo fue el edificio Gymnasium.

### Guerra de Croacia
A mediados de 1991, fuerzas serbocroatas ocuparon mitad de la actual municipalidad de Grubišno Polje en oposición a la independencia croata. En el periodo del 31 de octubre al 4 de noviembre de 1991, se desarrolló la ofensiva conjunta de fuerzas policiales y del Ejército Croata denominada "Otkos - 10". Como resultado toda la región de Bilogora fue liberada de fracciones serbias. Por eso el 4 de noviembre fue proclamado como el día de la ciudad de Grubišno Polje. 
Durante la guerra 1991 / 1995, Grubišno Polje recibió a más de 200 refugiados del noroeste y centro de Bosnia.

## Ciudadanos Ilustres
Algunos de los ciudadanos ilustres que nacieron o vivieron en Grubišno Polje son:
- Ivan Nepomuk Jemeršić (Jezero, 17 de abril de 1864 - 7 de diciembre de 1938). Sacerdote, escritor, político, constructor.[10]

- Vilko Niče (Grubišno Polje, 27 de enero de 1902- 16 de octubre de 1987). Académico.

- Vjekoslav Klemen. Maestro. Fundador de la Sociedad de Maestros Islámicos.

- Rikard Simeon (Velika Barna, 1911 - Zagreb, 1977). Filósofo, editor y escritor.

- Josip Rasuhin (Poljana, 29 de febrero de 1892 - 1975). Médico, profesor, investigador.

- Petar Preradović (Grabrovnica, 19 de marzo de 1818 - 18 de agosto de 1872). General del Imperio Austrohúngaro y poeta

- Josip Jankač (Grabrovnica, 1884-1944). Educador y escritor.

- Marijan Matijević (Grubišno Polje, 1907 - 1971). Escultor.

- Marija Žuro (Vacek, 1889-1972). Benefactora.

- Rudolf Rupec (Grubišno Polje, 17 de septiembre o noviembre de 1896 - Zagreb, 1 de julio de 1983). Futbolista.

- Vlasta Chloupek (Velika Zdenska, 13 de febrero de 1922 - USA, 11 de agosto de 2011). Benefactora.